# 다니엘 브로처

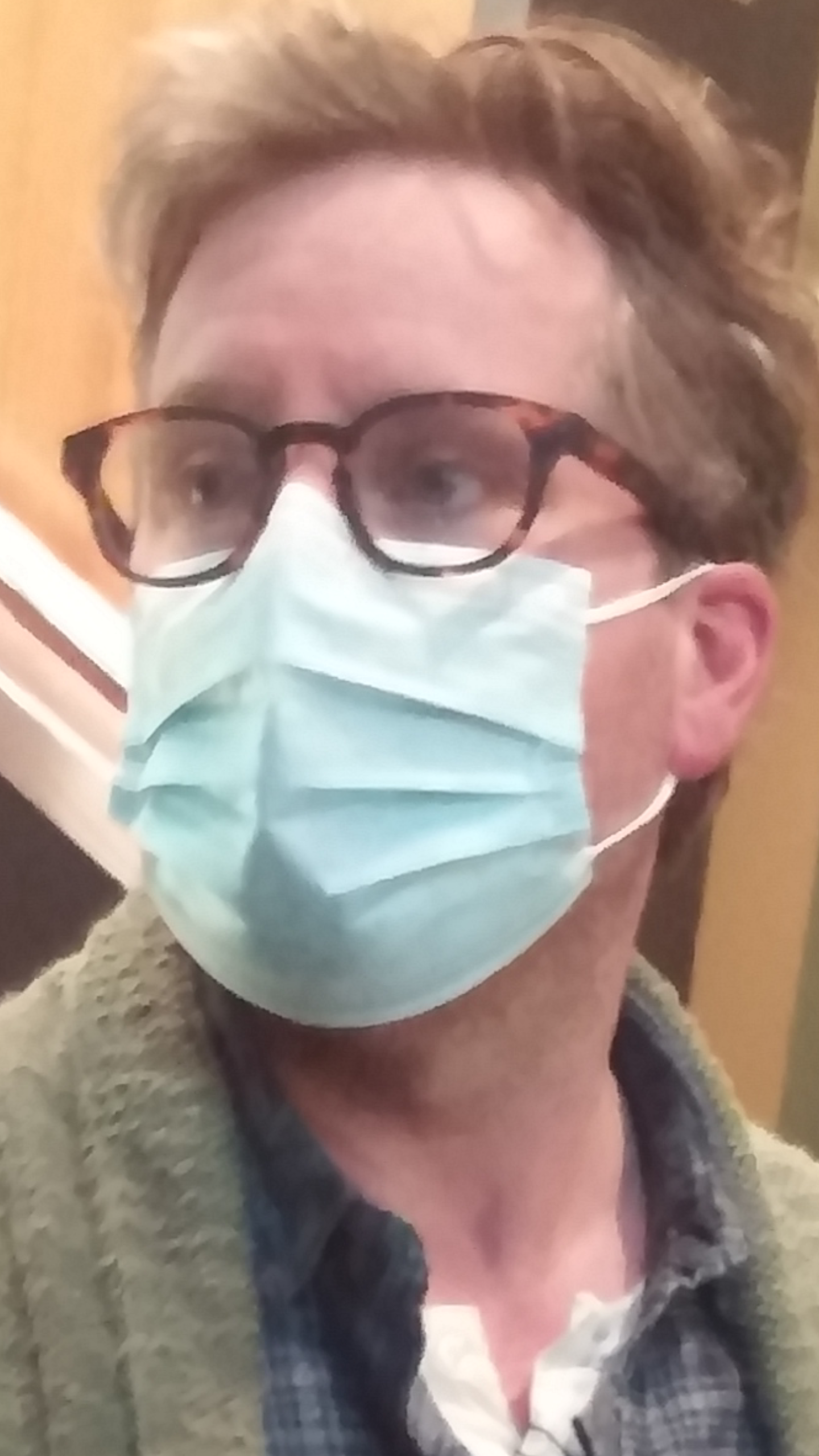

다니엘 브로쉬(Daniel Brochu, 프랑스어 발음: [bʁɔʃy], 1970년 2월 28일 ~ )는 캐나다의 배우, 텔레비전 배우이다.
퀘벡주 몬트리올에서 태어났다.

## 출연 작품

### 영화
- 프러바커터 (1998)
- 본 콜렉터 (1999)
- 네 개의 서명 (2001)
- 로열 스캔들 (2001)
- 속죄 (2002)
- 장화 신은 고양이 디 오리지널 (2009) - 목소리
- 아웃 오브 컨트롤 (2009)
- 미스터 노바디 (2009)
- 세상을 바꾼 변호인 (2018)

### 텔레비전
- 노트르담의 천사 (1996) - 목소리
- 내 친구 아서 (1996-2022) - 목소리
- Are You Afraid of the Dark? (1996)
- The Country Mouse and the City Mouse Adventures (1998) - 목소리
- 상상꾸러기 모나 (1999-2002) - 목소리
- Sagwa, the Chinese Siamese Cat (2001-2) - 목소리
- 까이유 (2000-3) - 목소리
- Wunschpunsch (2001) - 목소리
- What's with Andy? (2003-7) - 목소리
- 윙스 클럽 (2004-9) - 목소리
- 블루 마운틴 스테이트 (2010)
- 수퍼내추럴: 더 애니메이션 (2011) - 목소리
- 빙 휴먼 (2012)